# Никола Попов (актьор)
Вижте пояснителната страница за други личности с името Никола Попов.
Никола Иванов Попов е български театрален, оперетен и филмов актьор. През 1963 г. е удостоен със званието „Народен артист“.
Роден е в град Бургас на 18 юли 1899 г. Учи медицина в София, но прекъсва следването си за да се отдаде на актьорската професия. Играе на сцените на театър „Ренесанс“ от 1921 до 1922 г., Кооперативен театър от 1938 до 1939 г., Колективен оперетен театър от 1938 до 1939 г., Оперетен театър-Казиното от 1939 до 1940 г. От 1940 до 1943 г. е актьор в Народния театър в Скопие, а от 1943 г. е част от трупата на Народния театър в София.
Участва в снимането на филма „Ива самодива“ (1943).
Умира на 23 декември 1963 г.

## Награди и отличия
- Народен артист (1963).
- Орден „НРБ“.

## Театрални роли
- „Хъшове“ (Иван Вазов) – Македонски
- „Борислав“ (Иван Вазов) – Деспот Слав
- „Дванайсета нощ“ (Уилям Шекспир) – сър Тоби

## Филмография
| Година | Филми и Сериали         | Копродукция     | Роля                     |
| ------ | ----------------------- | --------------- | ------------------------ |
| ?      | Той и аз                |                 |                          |
| 1961   | Тютюн                   |                 | Шишко                    |
| 1958   | Малката                 |                 | професорът, лекар-хирург |
| 1958   | Среднощна среща         |                 | Торлаков                 |
| 1958   | Големанов               |                 | Йовчо Големанов          |
| 1957   | Урокът на историята     | България / СССР |                          |
| 1957   | Животът си тече тихо... |                 |                          |
| 1956   | Ребро Адамово           |                 | директорът               |
| 1956   | Две победи              |                 | Гроздьо                  |
| 1956   | Точка първа             |                 |                          |
| 1952   | Под игото               |                 | бай Марко                |
| 1950   | Калин Орелът            |                 | околийският началник     |
| 1947   | Отново в живота         |                 | бащата на Радка          |
| 1946   | Огнена диря             |                 | чорбаджи Христо          |